# Бартоломео Колумб
Бартоломео Колумб (італ. Bartolomeo Colombo, ісп. Bartolomé Colón; 1461–1514) — молодший брат Христофора Колумба. Був в 1490-х роках його заступником з титулом аделантадо. Заснував найстаріше місто Нового світу — Санто-Домінго.

## Біографія

### Ранні роки
Народився в Республіці Генуя, в 1470-х роках Бартоломео був картографом у Лісабоні, головному центром картографії того часу. Разом зі своїм братом Христофором, заснував так звану «Індійську компанію», які відстоювала план відкриття альтернативного (західного) шляху торгівлі з Індією.
Можливо, він брав участь в експедиції Бартоломеу Діаша до мису Доброї Надії між 1487 і 1488 роками.
У 1489 році він вирушив до Англії, щоб звернутися за допомогою до Генріха VII для виконання експедиції. Бартоломео був захоплений піратами, але згодом його висадили в Англії, хоч і в знедоленому стані, внаслідок цього при поданні пропозиції його було сприйнято неприязно. Пізніше він шукав допомоги при дворі французького короля Карла VIII, але знову без успіху. Тим часом його брат Христофор був у Кастилії, намагаючись переконати Ізабеллу I Кастильську і Фердинанда II Арагонського підтримати експедицію.

### Новий світ
Дізнавшись про відкриття брата, Бартоломео в 1493 році поспішив йому назустріч в Іспанію, але Христофор вже відплив у свою другу подорож. Фінансований короною, яка надала йому невеличкий флот, Бартоломео вирушив слідом за ним на острів Еспаньйолу і пробув там губернатором шість з половиною років (1494—1500) маючи титул аделантадо, під час відсутності брата, який у червні 1496 повернувся до Іспанії після другої подорожі.
Між 1496 і 1498 роками Бартоломео Колумб досліджував гирло річки Озама на південному узбережжі острова і заснував на східному березі річки Озама місто Нова Ізабелла, яке було спустошено циклоном і відновлено у 1502 році вже на протилежному березі річки. Губернатор Ніколас де Овандо, перейменував його у Санто-Домінго-де-Гусман, на честь святого Домініка де Гусмана. Зараз це місто, Санто-Домінго, є столицею Домініканської Республіки.
У 1497 році, за відсутності брата, вибухнуло повстання під керівництвом Франсіска Рольдана. Повсталі були незадоволені тим, що не отримали свої виплати. Спробувавши отримати каравелу, що знаходилася в порту, Ролдан і його люди сховалися в глибині острова. Повернувшись до Санто-Домінго в серпні 1498 року, Христофор Колумб дійшов згоди з Ролданом, послав обидва його повідомлення до Іспанії.
Але згодом все ж виникли нові зіткнення, з Ролданом. Бартоломео Колумб ув'язнив шістнадцять бунтівників. За таких обставин Франсіско де Бобаділья прибув на острів 23 серпня 1500 року, на посаду слідчого судді та губернатора Еспаньйоли.

### Арешт
Коли Бобаділья прибув до Санто-Домінго, там був лише Дієго (Джакомо) Колумб. Через два дні Бобаділья надав вимогу Дієго звільнити ув'язнених. Але Дієго Колумб відмовився визнати його авторитет, стверджуючи, що титул адмірала його брата був вище. Внаслідок цього Бобаділья наказав ув'язнення його і конфіскувати майно братів.
Укріпившись у фортеці, Бобаділья випустив ув'язнених і розпочав таємне розслідування, у якому брали участь всі вороги Колумба.
У вересні, на прохання Бобаділья, Христофор Колумб з'явився в Санто-Домінго і написав своєму братові Бартоломео, який перебував у Джарагуа, а Ролдан придушив повстання, щоб він мирно пішов до Санто-Домінго і підкорився наказу слідчого. Як тільки він прибув до Санто-Домінго, він був ув'язнений разом зі своїми братами і відправлений разом з ними до Іспанії на початку жовтня 1500 року.

### Королівське прощення і повернення до Нового Світу
25 листопада вони прибули до Іспанії, і залишалися ув'язненими, поки королі не дізналися про це і не наказали їх звільнити і надати по дві тисячі дукатів. 17 грудня 1500 року вони були прийняті католицькими королями в Гранаді.
Після королівського помилування, Бартоломе знову супроводжував свого брата Христофора під час останньої чотвертої подорожі (1502—1504). Після того, як суд виправдав Христофора Колумба від усіх звинувачень, корона фінансувала четвертий і останній рейс Христофора Колумба до Вест-Індії (1502—1504). Бартоломео супроводжував свого брата на останньому шляху до Нового Світу. Бартоломео залишили з гарнізоном біля річки Белен (територія сучасної Панами). Там на загін Бартоломео напав вождь місцевого племені гуаймі, Кібіан.
У 1506 році Бартоломео вирушив до Риму, щоб попрохати підтримки ордену Єронімітів та самого папи Юлія II, якому він взяв копію листа, який його брат написав королю Фердинану в 1503 році, розповідаючи про його останні дослідження. Операція мала певний успіх, тому, що папа писав арагонському королю, а листи кардинала Сіснероса хвалили родину Колумбів. Кардинал, який тоді був примасом Кастилії, закликав короля поважати привілеї нового адмірала Дієго Колона.
Після смерті Христофора Колумба в Іспанії (1506 рік)і, Бартоломео повертається до Антильських островів в 1509 році, супроводжуючи свого племінника Дієго. Бартоломео швидко повертається до Іспанії, коли король підтвердив права Бартоломео на острів Мона біля Пуерто-Рико.

### Смерть і поховання
Бартоломе Колон помер 11 грудня 1514 року в місті Консепсьйон-де-ла-Вега на острові Еспаньйола, залишивши як єдиного спадкоємця свого племінника Дієго Колона. Він був похований у монастирі Сан-Франсіско-де-Санто-Домінго, першому монастирі, на острові.
Поховання згадується другим адміралом Дієго Колоном у його заповіті від 9 вересня 1523 року.

## Родина
Народився в родині Доменіко Колумба (1418—1496) та Сузанни Фонтаннароси. Родина мала дітей: Христофора (1451—1506), Джованні Пелегріна (помер до 1477 року), Бартоломео, Бьянкелла (1464 р.н.), Джакомо (1468—1515)
Відомо, що Бартоломео Колумб мав позашлюбну дочку, на ім'я Марія, яка народилася в 1508 році.